# Anna Wielgosz
Anna Wielgosz (* 9. November 1993 in Nisko als Anna Sabat) ist eine polnische Mittelstreckenläuferin, die sich auf die 800-Meter-Distanz spezialisiert hat. 2025 wurde sie über diese Distanz in Apeldoorn Halleneuropameisterin.

## Sportliche Laufbahn
Erste internationale Erfahrungen sammelte Anna Wielgosz bei den IAAF World Relays in Nassau, bei denen sie mit der 4-mal-800-Meter-Staffel in 8:24,71 min den vierten Platz belegte. Im Jahr darauf klassierte sie sich bei den Europameisterschaften in Berlin in 2:01,26 min den fünften Platz und wurde anschließend beim Continentalcup in Ostrava in 2:04,43 min Sechste. 2019 gelangte sie bei den Weltmeisterschaften in Doha bis in das Halbfinale, in dem sie mit 2:04,00 min ausschied. Auch bei den Halleneuropameisterschaften 2021 in Toruń schied sie mit 2:05,29 min im Halbfinale aus. Über die Weltrangliste qualifizierte sie sich für die Olympischen Spiele in Tokio, kam dort aber mit 2:03,20 min nicht über die erste Runde hinaus. 2022 siegte sie in 2:01,87 min beim Meeting International de Marseille und anschließend erreichte sie bei den Weltmeisterschaften in Eugene das Halbfinale, in dem sie mit 2:00,51 min ausschied. Im August kam sie bei den Europameisterschaften in München mit 2:02,77 min nicht über den Vorlauf hinaus. Im Jahr darauf kam sie bei den Weltmeisterschaften in Budapest mit 2:03,61 min nicht über den Vorlauf hinaus und 2024 schied sie bei den Hallenweltmeisterschaften in Glasgow mit 2:01,58 min ebenfalls in der ersten Runde aus. Im Juni belegte sie bei den Europameisterschaften in Rom in 1:59,99 min den sechsten Platz, ehe sie bei den Olympischen Sommerspielen in Paris mit 2:05,77 min in der Hoffnungsrunde ausschied.
2025 erreichte sie bei den Halleneuropameisterschaften in Apeldoorn das Finale über 800 Meter und siegte dort in 2:02,09 min. Kurz darauf belegte sie bei den Hallenweltmeisterschaften in Nanjing in 2:00,34 min den fünften Platz.
In den Jahren 2018 und 2019 sowie von 2022 bis 2024 wurde Wielgosz polnische Meisterin im 800-Meter-Lauf im Freien sowie 2024 und 2025 in der Halle.

## Persönliche Bestzeiten
- 800 Meter: 1:59,07 min, 11. Juni 2024 in Rom
  - 800 Meter (Halle): 2:00,34 min, 23. März 2025 in Nanjing